# Johann Ernst von Alemann

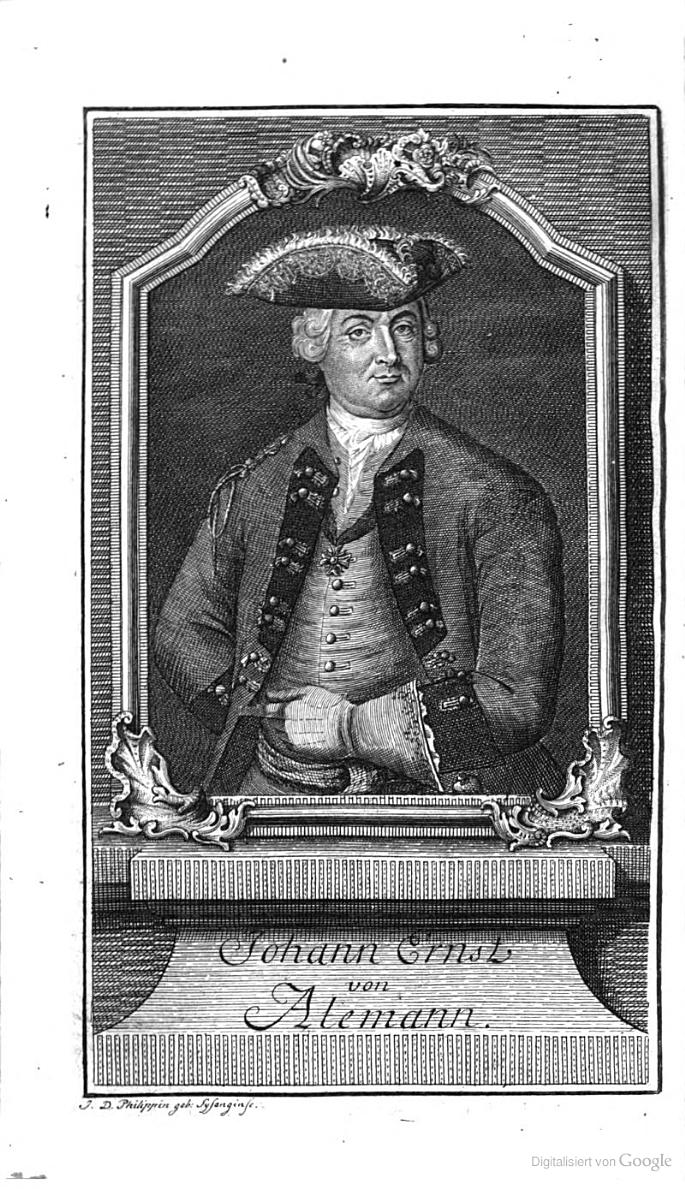
Johann Ernst von Alemann (1683–1757)

Johann Ernst Alemann, ab 1731 von Alemann, (* 1684 in Borgholzhausen; † 4. Juni 1757 in Kankelfitz,  Hinterpommern) war ein Generalmajor und Chef eines Dragonerregiments der preußischen Armee.

## Leben
Johann Ernst Alemann war der älteste Sohn aus der zweiten Ehe des königlich-preußischen Domänenbeamten Anton Engelhard Alemann, Vogt zu Borgholzhausen. Johann Ernst sollte Kaufmann werden, trat aber 1702 in das preußische Dragonerregiment I ein. Mit diesem nahm er 1708 an der Schlacht bei Oudenaarde und 1709 an der Schlacht bei Malplaquet teil. Während des Großen Nordischen Krieges gehörte er zu den Belagerern Stralsunds. 1717 wurde er zum Leutnant, 1722 zum Stabshauptmann befördert und erhielt eine eigene Kompanie, mit der er 1725 bei der Teilung seines Regiments zum Dragonerregiment II kam. 1734 wurde er Major und 1741 wurde er von König Friedrich II. zum Oberstleutnant befördert. Ein Entlassungsgesuch wegen seiner Gichterkrankung lehnte der König ab.
Während des Zweiten Schlesischen Krieges erhielt er anlässlich eines Sieges über österreichische Truppen bei Soppau, heute Teil der polnischen Stadt Leobschütz, zusammen mit den anderen Stabsoffizieren seines Regiments den Orden Pour le Mérite. Nach der Schlacht bei Hohenfriedberg wurde er zum Oberst befördert. 1750 wurde er zum Generalmajor und Kommandeur des Dragonerregiments II ernannt. 1751 wurde er Chef des Dragonerregiments I, das bis 1755 seinen Namen trug. Während eines Manövers stürzte er 1754 vom Pferd und brach sich die linke Schulter. Wegen dieser Verletzung zog er sich auf seine hinterpommerschen Güter zurück. Er erhielt 1755 seinen Abschied und ein Gnadengehalt von jährlich 1000 Reichstalern und starb zwei Jahre später auf seinem Gut Kankelfitz.

## Adelserhebung

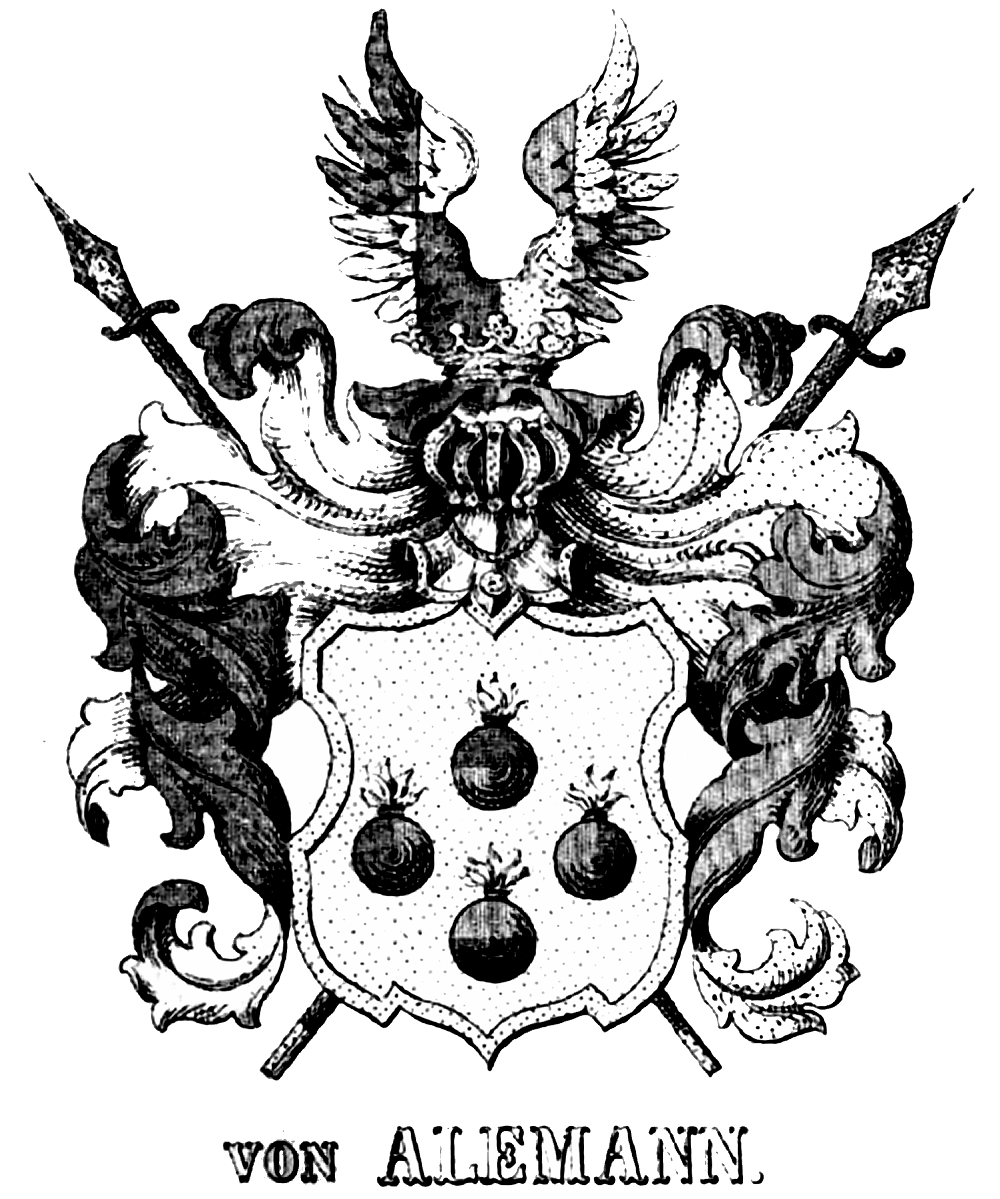
Wappen des Johann Ernst von Alemann

Am 21. Oktober 1731 wurden er und eventuelle direkte Nachkommen durch König Friedrich Wilhelm I. „wegen des an ihm verspürten tapfern Muthes“ in den erblichen Adelsstand erhoben. Bereits 1762 galt das Adelsgeschlecht als erloschen.
Unabhängig von der Adelsstanderhebung des Johann Ernst ließ sich dessen Neffe Wilhelm August Alemann 1783 seinen Adelstand bestätigen, indem er in seinem Stammbaum eine in Wahrheit nicht existierende Verbindung zur Magdeburger Familie von Alemann darlegte. Dadurch wurde postum auch Johann Ernst von Alemann fälschlicherweise zu dieser Familie gerechnet. Richtig ist vielmehr, dass Johann Ernst und Wilhelm August aus einer Ravensberger Beamtenfamilie stammen.

## Wappen
Das Wappen zeigt in Gold vier ins Kreuz gestellte Granaten, in der Art von Schwarz und Rot geteilt, dass die nach innen gekehrte Seite rot ist. Auf dem gekrönten Helm zwei Adlerflügel, rechts von Schwarz und Silber, links von Rot und Gold quadriert. Die Helmdecken rechts schwarz und silbern, links rot und gold. Hinter dem Schild uber Kreuz gelegte Lanzen mit goldbeschlagenen Schäften, auf den Spitzen den gekrönten königlichen Namenszug zeigend.

## Familie und Besitz
Johann Ernst von Alemann war verheiratet mit Abigall Elisabeth von Borcke († 4. März 1759). 1732 erhielt er von den hinterpommerschen Landständen das Indigenat. Zu dieser Zeit besaß er Schwarzow, Wolchow und Strelowhagen bei Naugard, die er später wieder verkaufte. Im Jahre 1744 erwarb die hinterpommerschen Güter Kankelfitz und Lessenthin „wiederkäuflich auf 18 Jahre“ von den Vormündern des minderjährigen Wilhelm Friedrich Leopold von Borcke.
Seine Frau setzte er in seinem Testament als Universalerbin ein, unter der Bedingung, dass sie weiter seinen Namen tragen sollte. Von ihren Erben löste Wilhelm Friedrich Leopold von Borcke die Güter Kankelfitz und Lessenthin im Jahre 1766 wieder ein. Nach Ernst Heinrich Kneschke blieb die Familie ohne Nachkommen. Der Sippenverband Ziering-Moritz-Alemann ging in einem Druckheft von 1938 aufgrund des Testaments davon aus, dass mögliche männliche Erben während des Siebenjährigen Krieges gefallen sind. Ein Stifterwappen einer Frau von Massow geb. von Alemann in der St.-Marien-Kirche in Usedom, das allerdings in der Mitte des gevierten Schildes eine fünfte Granate führt, wird als Hinweis auf eine Tochter angesehen.
Er hinterließ in seinem Testament ein Vermächtnis von 300 Reichstalern, dessen Zinsen jährlich unter den Armen von Kankelfitz und Lessenthin verteilt wurden, und ein weiteres Vermächtnis von 100 Reichstalern, dessen Zinsen der örtliche Schulmeister erhielt, der dafür alle armen Kinder von Kankelfitz und Lessenthin ohne Schulgeld unterrichtete. Ferner bedachte er die Kirche und die Armen seines Heimatortes Borgholzhausen. 